# Gare du Monastier
Gare du Monastier vasútállomás Franciaországban, Le Monastier-Pin-Moriès településen.

## Vasútvonalak
Az állomást az alábbi vasútvonalak érintik:
- Béziers-Neussargues-vasútvonal
- Monastier-La Bastide-Saint-Laurent-les-Bains-vasútvonal

## Kapcsolódó állomások
A vasútállomáshoz az alábbi állomások vannak a legközelebb:
- Gare de Banassac - La Canourgue
- Gare de Chirac
- Halte des Salelles